# 봄사탕
봄사탕은 박하나(보컬), 김선혜(건반)로 구성된 대한민국의 인디 가수이다. 2013년 첫 결성되어 동년 3월 13일, 서울의 감성달빛에서 첫 공연을 했다. 이후 홍대 라이브클럽 등에서 '아이(I)', '바람,꽃잎,내마음', '그림자', '차가워진다', '반짝반짝빛나는'등의 자작곡으로 왕성한 활동을 하며 인지도를 쌓고 있다.
2014년 8월, '빗방울 소리'와 '내꺼내꺼' 두 곡이 수록된 첫 싱글 봄사탕을 발표했다.

## 구성원
- 박하나 - 보컬
- 김선혜 - 건반

## 음반 목록

### 싱글
- 2014년 8월 25일 - 봄사탕

1. 빗방울소리
2. 내꺼내꺼

## 참여
- 로빈(Robbin) - Robbin 1st EP (객원 보컬)

## 공연 영상
- https://www.youtube.com/watch?v=in5lcCDsNdQ
- https://www.youtube.com/watch?v=xEy66j4m49s